# Коидзуми, Такаси
Такаси Коидзуми (род. 1944) — японский кинорежиссёр и сценарист.

## Биография
Дебютировал в профессии в 1969 году документальным фильмом о Вьетнаме. После окончания Университета Васэда, он много лет работал помощником режиссёра Акиры Куросавы.
Вышедший в 1999 году фильм «После дождя», автором сценария и сопродюсером которого являлся Акира Куросава, был номинирован на несколько международных кинопремий, включая Венецианский кинофестиваль.
В 2006 году на экраны вышла мелодрама «Любимое уравнение профессора» по роману Ёко Огавы с Акирой Тэрао в главной роли (номинация за лучшую мужскую роль премии Японской киноакадемии).
Его фильм «Тогу: Последний самурай» при участии Кодзи Якусё должен был выйти на экраны 25 сентября 2020 года, но премьера была отложена до 18 июня 2021 года из-за негативного влияния пандемии COVID-19.